# Ricardo Risatti I

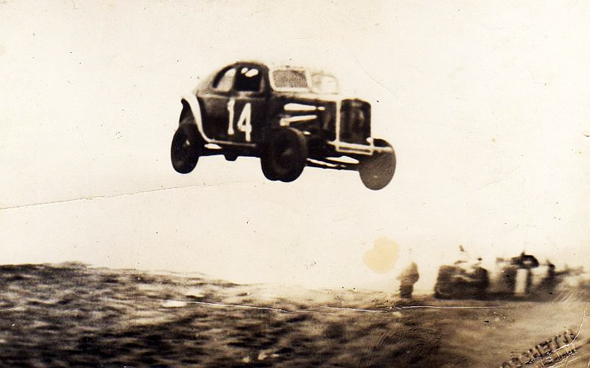
Ricardo Risatti en 1938.

Ricardo Leopoldo Risatti (Vicuña Mackenna, 1 de abril de 1908-Termas de Río Hondo, 25 de agosto de 1951), conocido también como Ricardo Risatti I, fue un piloto argentino de automovilismo. Inició su carrera en el año 1936 al anotarse en el Gran Premio Internacional a bordo de una cupé Ford V8, con la que también participaría en el Gran Premio organizado por el Automóvil Club Argentino en los años 1937 y 1938, proclamándose Campeón Argentino de Velocidad en el año 1938, antecesor del Turismo Carretera.
Falleció en cercanías de la ciudad de Termas de Río Hondo, mientras disputaba la Vuelta del Norte, por los caminos de la provincia de Santiago del Estero. Su hijo Jesús Ricardo, sus nietos Ricardo II y Gerardo y su bisnieto Ricardo III también fueron pilotos.

## Biografía
Nació el 1 de abril de 1908. Al momento de su nacimiento, su madre fallece víctima de una rara enfermedad. Ricardo, viviría junto a su padre Victorio en su Pueyrredón natal, un pueblo cercano a la localidad de Vicuña Mackenna en la Provincia de Córdoba. Allí, trabajaría junto a su padre en su negocio de reparación de sulkys y carros, hasta el fallecimiento de Victorio, razón por la cual Ricardo tomaría las riendas del negocio.
En los años siguientes, Risatti se interesaría en la mecánica automotor, observando los vehículos que circulaban por su pueblo, razón por la cual decidió mudarse definitivamente a Vicuña Mackenna, instalando su propio taller de autos. Allí también formaría su primera familia.
En 1936, Ricardo toma la decisión de competir en automovilismo, en pos de poder conseguir el dinero suficiente para poder ayudar a su esposa, que estaba postrada tras el nacimiento de un hijo. Ese año debutaría en el Gran Premio Internacional, para el cual adquiriría una unidad Ford V8, marca con la que correría toda su trayectoria deportiva.
En su participación en esta competencia, la cual constaba de 10 etapas de casi un total de 7000 km, Risatti alcanzaría a ganar en la cuarta y quinta etapa, pero abandonaría en la octava etapa por inconvenientes mecánicos en su automóvil.
En 1937 se anotaría en el primer Gran Premio organizado por el Automóvil Club Argentino, siempre con su Ford V8, sufriendo el abandono en la quinta etapa. En 1938, se anota nuevamente en el Campeonato Argentino de Velocidad, corriendo en el Gran Premio del Sur, llevándose la primera y segunda etapa pero abandonando la tercera. Luego se anotaría en el Gran Premio Argentino, el cual definía el campeonato argentino. En esta prueba, Risatti obtendría el triunfo se le sumaba la obtención del campeonato y la obtención de ansiado dinero para tratar a su esposa (quien falleció meses más tarde).
En 1940 se traslada junto a sus hijos su cuartel general hacia la localidad de Laboulaye. Allí, volvería a casarse. Su actividad continuaría repartiéndose entre el taller mecánico y las carreras de pista y carretera. Durante la época de recesión entre 1942 y 1946, continuó al frente de su taller. En 1948, retornaría a pista pero por primera vez a bordo de un Chevrolet Master, vehículo que conduciría y con el que participaría en las ediciones del Gran Premio Internacional.

### Muerte

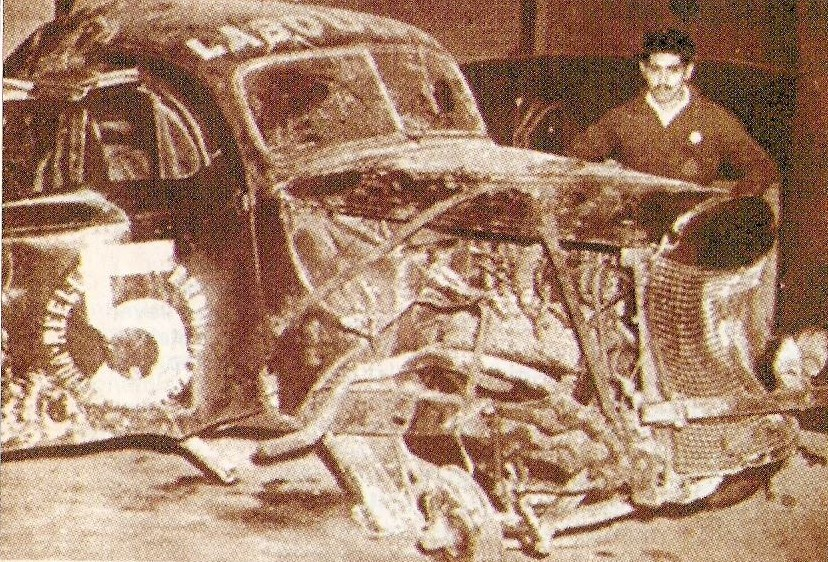
Ford de Risatti luego del accidente fatal.

El 25 de agosto de 1951, mientras disputaba la Vuelta del Norte, en el camino que unía Termas de Río Hondo con Santiago del Estero, Ricardo Risatti fallecería al tomar un badén a 170 km/h, a la altura del pueblo de El Deancito, provocando el vuelco de su unidad Ford V8. Antes de largar le había comentado a su amigo Jorge Descotte, que esa sería su última competencia en el automovilismo.

### Legado
Su hijo Jesús Ricardo ("Kelo") seguiría la profesión de Ricardo. El joven piloto, se subiría a una unidad similar a la de su padre, con la cual conquistaría entre otras la Vuelta de Córdoba de 1961 y la Vuelta de Hughes de ese año. Se retiraría tras un accidente sufrido el 26 de agosto de 1961.
Los hijos de Jesús Ricardo, Gerardo y Ricardo II también fueron pilotos. De los dos, sería Gerardo quien continuaría corriendo en TC, sin embargo un accidente rutero en Buenos Aires el 2 de noviembre de 1989 terminaría con su vida de forma trágica.
Por su parte, Ricardo Risatti II inclinaría su carrera hacia los monoplazas, como la Fórmula 3 Sudamericana, Fórmula 3 en Europa y Superturismo Sudamericano.
Tras el retiro de Ricardo II, un joven Ricardo Risatti III hacía su presentación en la Fórmula 3 Sudamericana con 16 años. En 2006 ganó del Campeonato de España de F3.
Por otra parte, Ricardo Leopoldo Risatti fue objeto de homenajes dentro de su ciudad natal Vicuña Mackenna, ya que el municipio de esa localidad, decidió imponerle su nombre a una de las avenidas principales (prolongación de la avenida Dr. Arturo U. Illia), en memoria de este piloto que supiera representar a la localidad en el deporte motor, a nivel nacional y continental.
Es recordado como uno de los pilotos más impetuosos a la hora de correr en la carretera, por su forma de acelerar y su fama de tomar los desniveles del terreno a velocidad plena, haciendo elevar a su coche en el aire. Su fama de piloto arriesgado y veloz, lo hizo ganarse el apodo de "El Disparador" por su forma de "disparar" con el automóvil  (término referido a la acción de escapar corriendo de un sitio).[cita requerida]

## Trayectoria
| Año  | Categoría                                              | Marca            |
| ---- | ------------------------------------------------------ | ---------------- |
| 1938 | Campeonato Argentino de Velocidad. Debut y campeonato. | Ford V8          |
| 1939 | Turismo Carretera                                      | Ford V8          |
| 1940 | Turismo Carretera                                      | Ford V8          |
| 1948 | Turismo Carretera                                      | Chevrolet Master |
| 1949 | Turismo Carretera                                      | Chevrolet Master |
| 1950 | Turismo Carretera                                      | Ford V8          |
| 1951 | Turismo Carretera                                      | Ford V8          |

## Palmarés
| Título  | Especialidad                      | Marca   | Año  |
| ------- | --------------------------------- | ------- | ---- |
| Campeón | Campeonato Argentino de Velocidad | Ford V8 | 1938 |